# Pristimantis erythropleura
Eleutherodactylus erythropleura là một loài động vật lưỡng cư trong họ Strabomantidae, thuộc bộ Anura. Loài này được Boulenger mô tả khoa học đầu tiên năm 1896.